# 哈曼号驱逐舰
30°36′N 176°34′W / 30.600°N 176.567°W
哈曼号驱逐舰（英語：USS Hammann，舷号：DD-412），是美国海军于第二次世界大战前建造的一艘辛姆斯级驱逐舰，舰名取自第一次世界大战期间的荣誉勋章获得者查尔斯·哈曼少尉。哈曼号于中途岛海战期间因尝试协助正在沉没的约克城号航空母舰而被突破防御网的日军潜艇击沉。
哈曼号由莉莲·哈曼小姐冠名，于1939年2月4日在新泽西州卡尼的联邦造船与干船坞公司下水，并于同年8月11日服役，交由阿诺德·E·特鲁中校指挥。随后哈曼号在美国东海岸完成了试航，并在接下来的两年里参加了位于东、西海岸的训练和战备行动。

## 设计与装备
西姆斯级驱逐舰的主体构造与班汉级驱逐舰类似，但在其基础上改进了舰体流线结构和武器布局，使其在2具西屋电气蒸汽涡轮机的推进下最高能够达到37节航速。该级驱逐舰早期搭载有5座单装5英寸38倍径主炮、2座四联装21英寸鱼雷发射管和4座.50机枪，但其中一座主炮随后因稳心过高问题而被拆除，随着战事进展，西姆斯级的防空火力和反潜装备也得到过加强。此外，该级驱逐舰还搭载有多种当时较为先进的技术，使其在续航、火炮准度等方面相较于过往船型有了一定程度的提高。

## 服役历史

### 美国参战前
1939年6月10日，哈曼号在驶离卡尼的港口时，偶遇了从新泽西州桑迪胡克驶往纽约、搭载英王乔治六世与伊莉莎白王太后进行皇家美国之旅的的沃灵顿号驱逐舰。6月14日，《晚星报》报道，哈曼号在大西洋火岛海域海试期间，曾搭载包括联邦参议员欧内斯特·伦丁在内的文职人员与新闻界代表团，并展示了当该舰处于40節（74每小時）行驶时，挂全速倒档，可让舰艇于58秒内完全停止，随后以接近20節（37每小時）航速后退的性能。

### 第二次世界大战
1941年12月7日，在收到珍珠港遇袭消息30分钟后，哈曼号与北大西洋巡逻舰队的其他船只一起启程离开雷克雅維克返回美国本土，并于12月17日抵达弗吉尼亚州的诺福克补充燃料、作战装备与新船员。此后不久，她启程绕过哈特拉斯角前往南卡罗来纳州的查尔斯顿。1942年1月初，她与搭载着军队运输主席海耶斯的新墨西哥號戰艦于查尔斯顿会合，随后护送该舰穿过巴拿马运河前往圣地亚哥并最终前往旧金山。1月22日，她抵达珍珠港，并加入了由法蘭克·傑克·弗萊徹中将指挥的第17特遣舰队前往南太平洋采取行动。
哈曼号于3月初在新喀里多尼亞海域参加了训练演习，随后特遣舰队于3月27日启程前往珊瑚海，哈曼号负责掩护列克星敦号航空母舰并为其飞机提供指引。4月20日，舰队返回汤加塔布岛，随后于4月27日再次出动前往珊瑚海，突袭图拉吉岛的日本舰队。在5月4日掩护航母空袭期间，哈曼号奉命前往约40英里（64）以北的瓜达尔卡纳尔岛营救两名战机坠毁的战斗机飞行员。她全速行驶，并最终于黄昏时分抵达，随后在海滩上发现了被证明为降落伞的标志物。机动快艇迅速出动，但海况过于危险以致其无法靠岸。最终，快艇组员通过船上的绳索成功救援飞行员。随后船员们尝试破坏飞机的残骸，但湍急的水流使这项任务无法完成。哈曼号在结束营救任务后返回列克星敦号掩护位置。

##### 珊瑚海海战
5月8日，珊瑚海海战迎来了战役的主要阶段，初期的交战主要是双方战机对舰艇的袭击。在空袭期间，哈曼号对航母进行了掩护，并在日本魚雷轟炸機发动攻击时向它们开火。当鱼雷机机群空袭结束，俯冲轰炸机群进入战场，在这轮空袭中，一枚航空炸弹于距离哈曼号右舷不足200碼（180）的位置爆炸。在猛烈的攻击中，两枚鱼雷直接击中了列克星敦号的左舷，虽然经过前期损管，损伤一度被认为已得到控制，但在下午一时前不久舰体内部突然发生了一次大规模的爆炸，并接连引发其他爆炸，注定了其葬身海底的命运。在列克星敦号弃船命令下达后，哈曼号、莫里斯号与安德森号三艘驱逐舰立即被派往营救幸存者。在列克星敦号于当日晚间被菲尔普斯号驱逐舰使用鱼雷击沉前，哈曼号共从水中救起近500名船员。

##### 中途岛海战

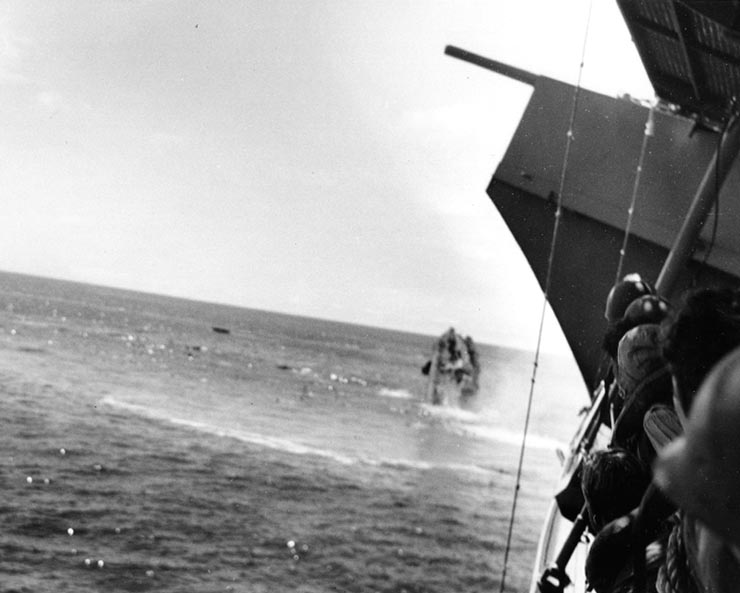
1942年6月6日，正在沉没的哈曼号

为阻止日本向东南推进而发动的珊瑚海海战已经结束，但随后哈曼号立即因新的任务前往北方。在切斯特·尼米兹海军上将的命令下，哈曼号随特遣舰队启程返回珍珠港，并于5月27日抵达。经过休整与训练，哈曼号于5月30日起锚离港，恰逢中途岛海战爆发。
在6月4日的空战中，哈曼号为约克城号提供了掩护，并协助击落多架日方袭击飞机。即便如此，这艘航母还是被两枚鱼雷击中，受损严重，并在当天下午决定弃船。哈曼号从水中救起了包括约克城号舰长艾略特·巴克马斯特在内的部分幸存者，并将他们转移到其他主力战舰上。第二天清晨，人们开始努力尝试拯救受损的航母。一群骨干船员返回约克城号，并试图寻找一种可行方案将她拖到安全地带。哈曼号于6月6日搭载一支损管小组抵达航空母舰附近，在固定完成后，为舰上抢修队伍提供电力、水源等物资供应以控制火势。
6月6日午后，正当约克城号的救援工作取得进展时，伊-168号潜艇突破了美军驱逐舰组成的防御网络并随后发射了四枚鱼雷：第一枚没有击中目标，随后的两枚从哈曼号底部穿过并命中了约克城号，第四枚则击中了哈曼号的中部，巨大的爆炸将其折断成两半。爆炸产生的碎片如雨般倾泻而下，两艘船摇摇晃晃地分开，而此时的哈曼号已经注定无力回天了。随后救生筏被放下，周围船只也开始紧急参与救援。哈曼号在短短四分钟内沉没，在这段时间里，轮机长丹尼尔·威廉·卡尔森放下救生筏，分发救生衣，并尽力保护其他船员的安全。沉没后的哈曼号可能因为自身携带的深水炸弹或鱼雷被触发而发生了剧烈的水下爆炸，爆炸造成多人在水中死亡，致使死亡人数攀升至80人。幸存者随后被救上班汉号与巴区号驱逐舰。

在哈曼号沉没的官方调查中，舰长特鲁中校回忆道：
约15:36，外围警戒驱逐舰发出了鱼雷预警，而我们的瞭望员也在右舷约600碼（550）处发现四条鱼雷轨迹。我们立即启动发动机全速后退，希望将船只带离危险，但很明显已经来不及了。船艏与船艉的20毫米高射炮相继对海面开火，希望能够引爆鱼雷，但没有成功。在鱼雷即将抵达时，全体舰员均坚守岗位。
一枚鱼雷从2号炮塔底部穿过，并在约克城号左舷爆炸，而下一枚则命中哈曼号2号火控室。此时，船底已经破损，而且中部开始出现明显的下垂，前引擎舱的舱壁也在随后脱离。...我们在与约克城号接舷之前，已经为深水炸弹设置安全保险并一再确定安全叉已就位，而船只下沉时，至少两名船员看到一枚鱼雷正在发射管中运转。

## 荣誉
哈曼号船长阿诺德·E·特鲁中校，因指挥哈曼号于珊瑚海海战与中途岛海战中的突出表现而被授予海軍十字勳章和海军杰出服役勋章。
哈曼号在二战中获得了两颗战斗之星：
| 战役或行动 | 日期（包含期间各任务段） |
| ---------- | ------------------------ |
| 珊瑚海海战 | 1942年5月4日至8日        |
| 中途岛海战 | 1942年6月3日至6日        |

## 历任舰长
| 姓名       | 译名                   | 军衔 | 任职时间                   |
| ---------- | ---------------------- | ---- | -------------------------- |
|            | 阿诺德·埃尔斯沃思·特鲁 | 中校 | 1939年8月11日-1942年6月7日 |
|            | 小查尔斯·康韦·哈蒂根   | 上尉 | 1942年6月7日-1942年6月10日 |
| 参考文献： |                        |      |                            |

## 文化影响
该舰以萌拟人化的形式出现在手机游戏《碧蓝航线》和《战舰少女R》中。